# Supercoppa cipriota 2022 (pallavolo femminile)
La Supercoppa cipriota 2022, 28ª edizione della supercoppa nazionale di pallavolo femminile, si è svolta il 19 ottobre 2022: al torneo hanno partecipato due squadre di club cipriote e la vittoria finale è andata per la prima volta all'Olympiada Neapolīs.

## Regolamento
La formula ha previsto una gara unica.

## Squadre partecipanti
| Squadra            | Qualificazione                                         |
| ------------------ | ------------------------------------------------------ |
| Apollōn Limassol   | Vincitrice Coppa di Cipro 2021-22/A' katīgoria 2021-22 |
| Olympiada Neapolīs | Finalista Coppa di Cipro 2021-22                       |

## Torneo
| 19 ottobre 2022 Lefkotheo, Egkōmī Durata: 2h:09 - Spettatori: 600 | Apollōn Limassol | 2 - 3 | Olympiada Neapolīs | 15-25, 13-25, 25-18, 25-22, 10-15 |